# Фомин, Валерий Николаевич
Валерий Николаевич Фоми́н (род. 8 марта 1958) — советский футболист, нападающий, казахстанский тренер.
Бо́льшую часть карьеры провёл во второй советской лиге (1976—1978, 1980, 1982—1986, 1987—1991). В высшей лиге в 1979—1980, 1987 годах в составе алматинского «Кайрата» провёл 31 матч, забил пять голов. Единственный сезон в первой лиге отыграл в 1981 году за «Трактор» Павлодар — последнее, 24 место. Играл за команды «Динамо» Барнаул (1976—1978, 1990—1991), «Шахтёр» Караганда (1980, 1989), «Трактор» Павлодар (1981—1984, 1987—1988), «Восток» Усть-Каменогорск (1985—1986).
На Спартакиаде народов СССР 1979 года в составе сборной Казахской ССР занял 7 место.
В «Кайрате» работал тренером (2010), тренером по физподготовке (2011, по июнь). В ЦСКА Алма-Ата — тренером (2012, по июнь), главным тренером июнь 2012—2013).